# FK Polet Hrvati
Fudbalski klub Polet Hrvati (FK Polet Hrvati) bosanskohercegovački je nogometni klub. Osnovan u malom mjestu Hrvati u blizini grada Lukavca. Osnovan je na zahtjev stanovnika Mjesne zajednice Hrvati 18. kolovoza 1961. godine.
FK Polet Hrvati natječe se u 2. ligi Tuzlanske županije Zapad.

## Vanjske poveznice
- Facebook